# Palakot
Palakot (nepalski: पाला) – gaun wikas samiti w zachodniej części Nepalu w strefie Dhawalagiri w dystrykcie Baglung. Według nepalskiego spisu powszechnego z 2011 roku liczył on 873 gospodarstwa domowe i 3599 mieszkańców (2054 kobiety i 1545 mężczyzn).